# Jodis steroparia
Jodis steroparia är en fjärilsart som beskrevs av Rudolf Püngeler 1908. Jodis steroparia ingår i släktet Jodis och familjen mätare. Inga underarter finns listade i Catalogue of Life.